# Eriogonum leptocladon
Eriogonum leptocladon är en slideväxtart som beskrevs av Torr. & Gray. Eriogonum leptocladon ingår i släktet Eriogonum och familjen slideväxter.

## Underarter
Arten delas in i följande underarter:
- E. l. papiliunculum
- E. l. ramosissimum